# Exposição indecente
Exposição indecente é a exposição pública deliberada, por parte de uma pessoa, de uma porção de seu corpo de maneira contrária aos padrões locais de comportamento adequado. As leis e as atitudes sociais em relação à exposição indecente variam significativamente entre os diferentes países. Essa prática varia desde a proibição absoluta da exposição de quaisquer partes do corpo, excetuadas as mãos ou o rosto, até a proibição da exposição de determinadas áreas, como a região genital, as nádegas ou os seios.
A decência é geralmente avaliada segundo os padrões da comunidade local, os quais raramente são especificados na lei. Tais padrões podem estar fundamentados na religião, na moral ou na tradição, ou ser justificados com base no "necessário para a ordem pública". O exibicionismo não sexual ou a nudez pública às vezes é considerado exposição indecente. Se atos sexuais forem realizados, com ou sem um elemento de nudez, isso pode ser considerado indecência grave em algumas jurisdições, o que geralmente constitui uma infração penal mais séria. Em alguns países, a exposição do corpo em desacordo com os padrões comunitários de modéstia também é considerada indecência pública.
Os padrões legais e comunitários sobre quais estados de desvestimento constituem exposição indecente variam consideravelmente e dependem do contexto em que a exposição ocorre. Esses padrões também variaram ao longo do tempo, tornando a definição de exposição indecente um tema complexo.

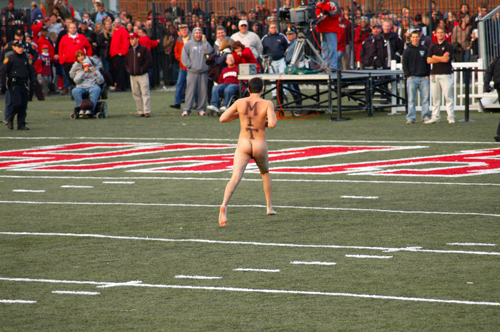
Desfile nu é um tipo de exposição indecente.
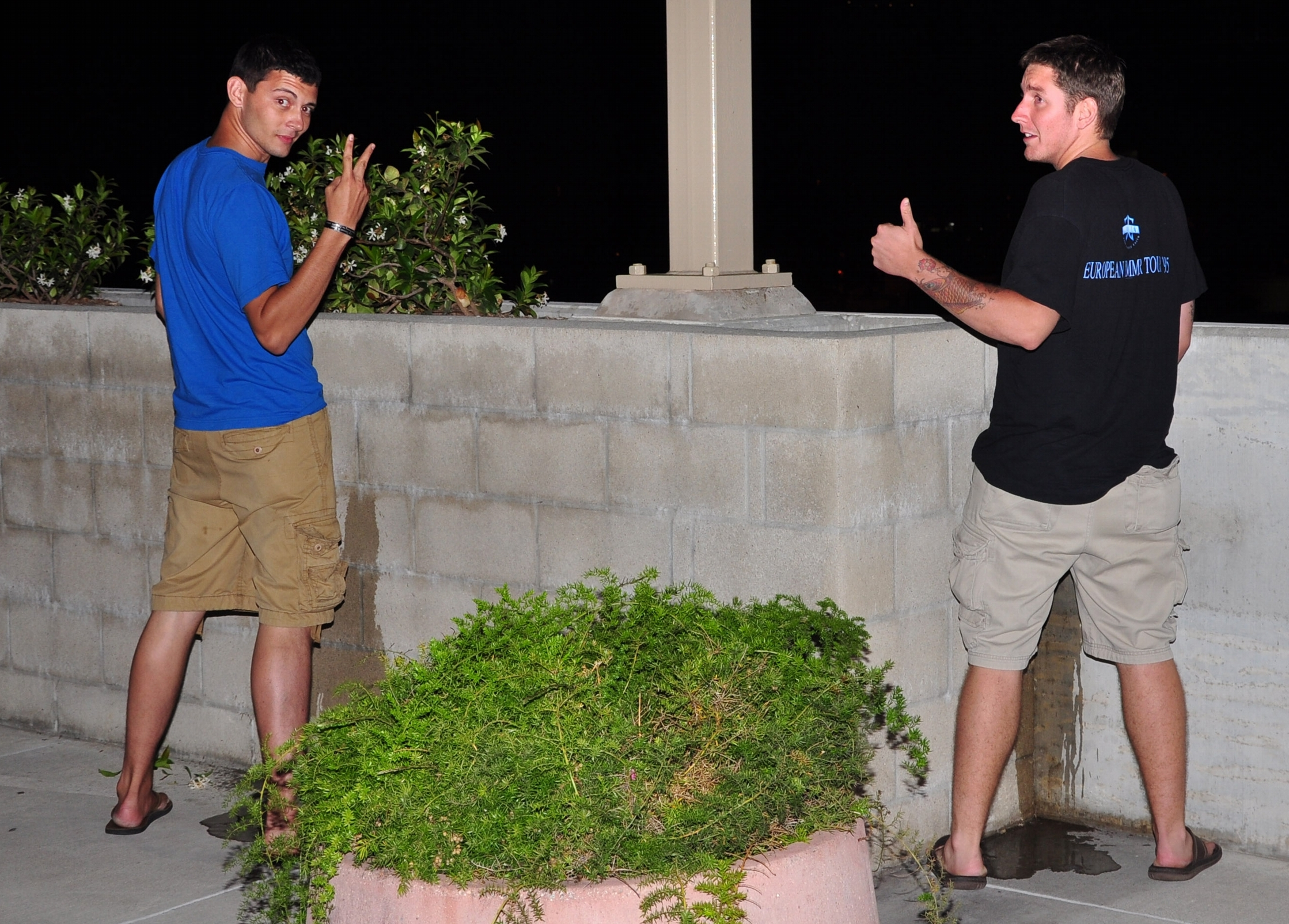
Dois homens urinando em público, o que é frequentemente considerado exposição indecente

## História
O que constitui um estado de vestimenta inadequado em determinado contexto depende dos padrões de decência da comunidade onde ocorre a exposição. Esses padrões variam com o tempo e podem ir desde os padrões muito rigorosos de modéstia em locais como o Afeganistão e a Arábia Saudita, que exigem que a maior parte do corpo seja coberta, até sociedades tribais como os pirahã ou os mursi, onde a nudez total é a norma. Geralmente, não se supõe que o estado de vestimenta contestado possua natureza sexual; e, se tal alegação fosse feita, o ato seria geralmente descrito como indecência grave.
Os padrões de decência variaram ao longo do tempo. Durante a Era vitoriana, por exemplo, a exposição das pernas de uma mulher, e em certa medida dos braços, era considerada indecente em grande parte do Ocidente. Em ocasiões formais, os cabelos eram por vezes obrigados a ser cobertos, geralmente com um chapéu ou boné. Até mesmo na década de 1930 – e, em certa medida, na década de 1950 – esperava-se que tanto mulheres quanto homens se banhassem ou nadassem em locais públicos usando traje de banho que cobrissem a parte superior do corpo. Uma mulher adulta que expusesse seu Umbigo também era considerada indecente em partes do Ocidente até as décadas de 1960 e 1970, e mesmo até os anos 1980. Os valores morais mudaram drasticamente durante as décadas de 1990 e 2000, alterando, por consequência, os critérios para a exposição indecente. A exposição pública do umbigo foi aceita durante a década de 1990, enquanto na década de 2000 a exposição das nádegas ao usar um fio dental em uma praia tornou-se aceitável. Entretanto, a exposição do peito feminino sem sutiã tornou-se mais tabu nas últimas décadas; por muitos anos era bastante comum que mulheres fossem sem sutiã em praias públicas por toda a Europa, América do Sul e até em algumas partes dos Estados Unidos.

## Amamentação
Amamentação em público não constitui exposição indecente segundo as leis dos Estados Unidos, Canadá, Austrália ou Grã-Bretanha. Nos Estados Unidos, o governo federal e todos os 50 estados promulgaram leis que protegem especificamente as mães que amamentam contra o assédio por terceiros. A legislação varia desde simplesmente isentar a amamentação das leis relativas à exposição indecente até a proteção integral do direito de amamentar.

## Vestuário público
O vestuário em público varia de país para país e pode ser regulado por lei. Quais partes do corpo devem ser cobertas variam conforme a região. Embora se espere que os genitais estejam cobertos em público na maioria das sociedades, no que diz respeito a outras partes do corpo, como os seios femininos, a região do tronco, as pernas ou os ombros, as normas variam. Por exemplo, em algumas culturas africanas, são as coxas, e não os seios, que devem ser cobertas. Em algumas sociedades, os cabelos, especialmente os femininos, devem ser cobertos, geralmente com um lenço. A grande maioria das culturas aceita que o rosto pode e deve ser visto, mas algumas culturas (especialmente no Oriente Médio) exigem que o rosto de uma mulher seja coberto por uma Burca. Em sociedades conservadoras, aparecer em local público com vestimentas consideradas "indecentes" é ilegal. Em muitos países, há exceções às regras gerais (sociais ou legais) relativas ao vestuário. Por exemplo, um país que geralmente proíbe a nudez total pode permiti-la em locais designados, como Praias de nudismo, ou durante diversos eventos sociais, como festivais ou protestos nus.

## Ofensa à decência pública
Ofensa à decência pública é um crime de common law em Inglaterra e País de Gales. Trata-se de um delito mais amplo do que a exposição indecente, mas que só pode ser cometido em um local público onde haja, no mínimo, duas pessoas presentes, as quais não precisam necessariamente presenciar o ato.

## África

### Namíbia
Autoridades da Namíbia anunciaram que turistas estrangeiros que se apresentassem nus enquanto visitavam o Parque Nacional Namib-Naukluft seriam banidos de todos os parques nacionais.

## Ásia

### Arábia Saudita
Mulheres na Arábia Saudita eram obrigadas a usar vestes e um lenço na cabeça quando em público, embora o Príncipe Herdeiro Mohammed bin Salman tenha afirmado que tal exigência não é obrigatória. Em setembro de 2019, a Arábia Saudita emitiu a lei de decência pública que define as regras relacionadas à decência pública que cidadãos e turistas devem seguir em conformidade com a lei saudita.

## Europa
As atitudes em relação à nudez variam de país para país e, em geral, são mais liberais na Escandinávia, onde genitais e seios normalmente não são considerados indecentes ou obscenos. Portanto, as leis e as visões sociais sobre a nudez pública tendem a ser mais flexíveis. Na Finlândia, é muito comum que os frequentadores de Sauna se banhem nus sob o intenso calor.
Nos Países Baixos, a nudez pública é permitida em locais designados pelas autoridades locais e em "outros locais apropriados". Em praias de nudismo, em saunas unissex e em vestiários de piscinas, permanecer parcialmente vestido é mal visto, sendo a norma social despir-se por completo.
Em Barcelona, a nudez pública era um direito reconhecido. No entanto, em 30 de abril de 2011, a Câmara Municipal de Barcelona aprovou uma portaria proibindo andar "nu ou quase nu em espaços públicos" e limitando o uso de trajes de banho a piscinas, praias, ruas adjacentes e calçadões à beira-mar.
Outros países, como o Reino Unido, Irlanda ou Polônia, são mais conservadores.

### Reino Unido
A legislação relativa à nudez pública varia entre os países do Reino Unido. Na Inglaterra e no País de Gales, a nudez em público geralmente não é ilegal, a menos que tenha a intenção de causar alarme ou angústia ao público.
Em alguns lugares, como Henley-on-Thames, as ordenanças locais criminalizam o banho nu no rio ou no mar, com uma multa que permaneceu inalterada desde o século XIX e que hoje é insignificante. Tais ordenanças são, na verdade, inaplicáveis, pois não podem sobrepor-se à legislação nacional.
As preocupações de que a polícia não leve a "Exposição" suficientemente a sério são acompanhadas por outras opiniões de que a nudez pública é natural e apropriada. O Colégio de Polícia e o Serviço de Processamento da Coroa emitiram diretrizes muito claras de que o simples naturismo passivo não constitui qualquer infração e não requer a intervenção policial. Casos ocasionais chegam aos tribunais de magistrados, com desfechos variados. Entretanto, nenhum naturista foi condenado por vários anos após a clarificação da Sexual Offences Act 2003.

#### Inglaterra e País de Gales
Durante os séculos XIX e XX, a exposição indecente era processada sob a seção 28 do Town Police Clauses Act 1847 ou pela seção 4 do Vagrancy Act 1824. Este último continha uma disposição para a persecução de:

every person wilfully openly, lewdly, and obscenely exposing his person in any street, road, or public highway, or in the view thereof, or in any place of public resort, with intent to insult any female ...
Essa disposição, assim como a previsão relativa à nudez do Vagrancy Act de 1824, foram revogadas pelo Anexo 7, s.140, do Sexual Offences Act 2003. Elas foram substituídas por um delito que é, ao mesmo tempo, neutro em termos de gênero e mais específico e explícito, denominado 66 Exposure.
Ele é definido como
A person commits an offence if—
1. he intentionally exposes his genitals, and
2. he intends that someone will see them and be caused alarm or distress.

A pena máxima é de dois anos de prisão, sendo muito rara a condenação, já que a maioria dos casos é resolvida com multa ou por meio de serviços comunitários. Se condenado a uma pena de prisão ou a uma community order superior a 12 meses, tais condenados – ou se a pessoa exposta for menor de 18 anos – devem ser inscritos e assinar o Violent and Sex Offender Register.
No passado, a nudez pública na Inglaterra e no País de Gales também podia ser punida como "comportamento desordenado" sob o Public Order Act 1986, seções 4A e 5. Contudo, a lei foi esclarecida na primavera de 2018 e essas seções já não são mais consideradas aplicáveis à simples nudez pública. As diretrizes do Serviço de Processamento da Coroa e do Colégio de Polícia não recomendam a persecução da nudez pública se não houver intenção implícita de causar alarme (ou angústia). A intenção pode ser inferida por Evidência circunstancial; veja Intenção no direito inglês.
Exibições ocasionais de Desfile nu por exibicionistas nus correndo por campos esportivos públicos são frequentemente aplaudidas com entusiasmo pelos espectadores, anulando, assim, qualquer intenção de causar alarme ou angústia.
Uma defesa comum em casos de prisão por exposição indecente é a intenção inocente de urinar, embora tal ato possa ser processado como incômodo público. (No viaduto de Holborn, um antigo aviso pintado adverte "Commit No Nuisance").

#### Escócia
Sob a Lei escocesa, o "comportamento indecente" em local público, como a exposição dos genitais ou a prática de atividade sexual, pode constituir o delito de common law de indecência pública. Stephen Gough, um homem conhecido como o "Naked Rambler", que caminhou pelo Reino Unido vestindo apenas sapatos, foi preso inúmeras vezes na Escócia. Ele foi condenado pelo delito de common law de violação da paz e cumpriu pena por Desacato ao tribunal por se recusar a usar roupas enquanto estava em juízo.

#### Irlanda do Norte
A Sexual Offences (Northern Ireland) Order 2008 alinhou a legislação relativa à exposição indecente na Irlanda do Norte com a da Inglaterra e do País de Gales.

### Alemanha
Na Alemanha e na Suíça, existe uma cultura de Freikörperkultur que significa que há muitos espaços públicos onde as pessoas podem ficar nuas.

## América do Norte

### Canadá
No Canadá, o s.173 do Código Criminal proíbe "atos indecentes". Não há definição estatutária no Código sobre o que constitui um ato indecente, exceto a exposição dos genitais e/ou dos mamilos femininos com finalidade sexual para qualquer pessoa com menos de 16 anos de idade. Assim, a decisão sobre quais estados de desvestimento são "indecentes" e, portanto, ilegais, fica a critério dos juízes. Por exemplo, os tribunais decidiram que tomar sol nu não é indecente. Além disso, desfile nu também não é considerado indecente. A Seção 174 proíbe a nudez se esta ofende "contra a decência ou a ordem pública" e é realizada à vista do público. Os tribunais concluíram que nadar nu não é ofensivo segundo essa definição.
Toplessness também não é um ato indecente segundo o s.173. Em 1991, Gwen Jacob foi presa por andar sem blusa em uma rua em Guelph, Ontário, enquanto estava sem sutiã. Ela foi absolvida, em 1996, pelo Tribunal de Apelação de Ontário, com base no fato de que o ato de estar sem sutiã não é, em si, um ato sexual ou indecente. O caso tem sido referenciado em decisões subsequentes para o argumento de que o mero ato de nudez pública não é sexual, indecente ou delituoso. Desde então, é legal que uma mulher ande sem blusa em público em qualquer lugar de Ontário, Canadá.

### Estados Unidos
As leis que regem a exposição indecente nos Estados Unidos variam conforme a localidade. Na maioria dos estados, a Nudez pública é ilegal. Contudo, em alguns estados, ela só é considerada ilegal se acompanhada da intenção de chocar, excitar ou ofender terceiros. Alguns estados permitem que os governos locais estabeleçam normas específicas. A maioria dos estados isenta as mães que amamentação em público da persecução penal.
O fenômeno amplamente conhecido como flashing, que envolve uma mulher expondo mamilos descobertos ao puxar repentinamente sua blusa e Sutiã, é uma exposição pública e, portanto, definido por estatuto em muitos estados dos Estados Unidos como um comportamento criminoso proibido.

## Oceania

### Austrália
Na Austrália, é considerado um delito de julgamento sumário ou criminal em alguns Estados e territórios da Austrália expor os próprios genitais (também denominado "a sua pessoa") em um local público ou à vista de um local público. Em algumas jurisdições, a exposição isolada dos genitais não constitui um delito, a menos que acompanhada de um ato indecente, comportamento indecente, conduta grosseiramente indecente, Obscenidade, intenção de ofender ou intenção deliberada. A lei aplicável difere em cada jurisdição e, em várias delas, o delito de exposição indecente não se aplica.[carece de fontes?]
As penalidades variam entre as jurisdições e estão resumidas a seguir. As leis específicas de cada estado são as seguintes:
- Território da Capital Australiana – Crimes Act 1900, seção 393 – "exposição indecente" – pena de 12 meses. Sob a Nudity Act de 1976, o ministro responsável pode declarar uma área pública onde a nudez pública é permitida.[41][42]
- Nova Gales do Sul – Summary Offences Act 1988, seção 5 – "exposição intencional e obscena" – pena de seis meses.[43]
- Território do Norte – Summary Offences Act, seção 50 – "exposição indecente" – pena de 6 meses.[44]
- Austrália do Sul – Summary Offences Act 1953, seção 23 – "comportamento indecente e indecência grave" – pena de três meses e seis meses, respectivamente.[45]
- Queensland – Summary Offences Act 2005 No. 4, seção 9 – "exposição intencional" – pena de 12 meses.[46]
- Tasmânia – Police Offences Act 1935, seção 21 – "comportamento proibido" – pena de 12 meses.[47]

  Police Offences Act 1935, seção 14 – "decência pública" – uma unidade de pena.
- Victoria – Summary Offences Act 1966, seção 19 – "exposição intencional e obscena" – pena de dois anos.[49] Sob a Nudity (Prescribed Areas) Act de 1983,[50] o ministro responsável pode declarar uma área pública onde a nudez pública é permitida.
- Austrália Ocidental – Criminal Code, seção 203 – "atos indecentes em público" – pena criminal de dois anos. Pena por condenação sumária: 9 meses e multa de US$ 9.000.[51]

#### Definição depessoa
As leis de Nova Gales do Sul, do Território da Capital Australiana e do Território do Norte utilizam o termo "pessoa", enquanto nos outros estados a exposição refere-se à área genital. Observou-se que um termo como "expor a sua pessoa" remete ao Vagrancy Act de 1824 do Reino Unido e ao caso Evans v Ewels (1972), onde se afirmou que a palavra "pessoa" era um sinônimo eufemístico para "pênis" ou "vulva". No entanto, foi sugerido que a palavra "pessoa" na s5 do (NSW) Summary Offences Act não se limita a "pênis" ou "vulva". Por exemplo, em R v Eyles (1997) o infrator foi visto masturbando-se em seu jardim frontal e acusado de exposição obscena sob a lei de Nova Gales do Sul. O juiz observou, obiter dicta, que
No caso de homens e mulheres, as partes do corpo que podem ser empregadas para fins de exposição obscena são limitadas. Os conceitos de obscenidade e exposição, em sentido prático, restringem a aplicação potencial da disposição. Há a questão de saber se existe alguma restrição adicional a ser encontrada na palavra "pessoa". O Crown Advocate argumentou que pode haver circunstâncias em que a exposição dos seios de uma mulher seja considerada obscena, e que não é difícil imaginar situações em que a exposição das nádegas de uma pessoa poderia ser considerada obscena.} 

### Fiji
A nudez pública é ilegal em Fiji.

### Nova Zelândia
Na Nova Zelândia, a exposição indecente é considerada como aquela em que uma pessoa "exibe de forma intencional e obscena qualquer parte de seus genitais". Caso contrário, não há uma lei específica que proíba a nudez em locais públicos, embora penalidades menores possam ser aplicadas dependendo do comportamento do indivíduo.
A Suprema Corte da Nova Zelândia manteve a condenação por conduta desordenada por nudez na rua, pois o local não era conhecido por ser um ambiente onde a nudez ocorresse ou fosse comum. Estar nu na rua pode acarretar uma pequena multa caso seja registrada uma denúncia contra a pessoa, ou se a pessoa ignorar um pedido da polícia para se cobrir. Ser processado por nudez em uma praia pública, ou em qualquer local onde a nudez possa ser esperada, é muito improvável.